# Saints & Sinners (Whitesnake)
Saints & Sinners är det engelska hårdrocksbandet Whitesnakes femte studioalbum, utgivet den 25 november 1982. Albumet nådde nionde plats på UK Albums Chart.
Låtarna "Crying in the Rain" och "Here I Go Again" spelades in på nytt för albumet 1987.

## Låtlista
| 1. | Young Blood        | David Coverdale, Bernie Marsden | 3:30 |
| 2. | Rough an' Ready    | Coverdale, Micky Moody          | 2:52 |
| 3. | Bloody Luxury      | Coverdale                       | 3:23 |
| 4. | Victim of Love     | Coverdale                       | 3:33 |
| 5. | Crying in the Rain | Coverdale                       | 6:00 |

| 6.  | Here I Go Again      | Coverdale, Marsden                                          | 5:08 |
| 7.  | Love an' Affection   | Coverdale, Moody                                            | 3:09 |
| 8.  | Rock an' Roll Angels | Coverdale, Moody                                            | 4:07 |
| 9.  | Dancing Girls        | Coverdale                                                   | 3:10 |
| 10. | Saints an' Sinners   | Coverdale, Moody, Marsden, Neil Murray, Jon Lord, Ian Paice | 4:25 |

| 11. | Young Blood (monitor mix/early vocals)        | Coverdale, Marsden                             | 3:30 |
| 12. | Saints an' Sinners (monitor mix/early vocals) | Coverdale, Moody, Marsden, Murray, Lord, Paice | 4:24 |
| 13. | Soul Survivor (unfinished, unreleased song)   | Coverdale, Moody, Marsden                      | 3:08 |

## Medverkande
Whitesnake
- David Coverdale – sång
- Micky Moody – gitarr, bakgrundssång
- Bernie Marsden – gitarr
- Neil Murray – basgitarr
- Ian Paice – trummor, percussion
- Jon Lord – keyboard

Övriga
- Mel Galley – bakgrundssång